# Galium labradoricum
Galium labradoricum är en måreväxtart som först beskrevs av Karl McKay Wiegand, och fick sitt nu gällande namn av Karl McKay Wiegand. Galium labradoricum ingår i släktet måror, och familjen måreväxter. Inga underarter finns listade i Catalogue of Life.